# Maik Kotsar
Maik-Kalev Kotsar (Tallinn, 22 dicembre 1996) è un cestista estone.

## Carriera

### Liceo
Si diploma al liceo sportivo Audentes nel 2015 e inizia la carriera sotto la guida di Alar Varrak.

### Carriera universitaria
Gioca la NCAA con la maglia dei South Carolina Gamecocks nel 2016, con cui termina la stagione seguente qualificandosi per le final four, perdendo contro i Gonzaga Bulldogs 73-77. Termina la sua carriera universitaria nel 2020.

### Carriera professionistica
Nell'Agosto 2020 Maik firma con gli Amburgo Towers, totalizzando una media di 14.2 punti a partita.
Il 25 Luglio 2022 si unisce al Saski Baskonia e totalizza a malapena 10 punti a partita nella lega domestica, ma vincendo l'MVP del primo round d'Eurolega.
In Luglio 2024 si accasa ai Yokohama B-Corsairs militanti nella massima categoria giapponese, unendosi al precedente allenatore della sua nazionale.

### Nazionale
Con l'Estonia ha disputato i Campionati europei del 2022.

## Statistiche

### College
| Anno      | Squadra        | PG  | PT  | MP   | TC%  | 3P%  | TL%  | RP  | AP  | PRP | SP  | PP   |
| --------- | -------------- | --- | --- | ---- | ---- | ---- | ---- | --- | --- | --- | --- | ---- |
| 2016-2017 | S.C. Gamecocks | 37  | 33  | 23,9 | 49,0 | -    | 39,6 | 4,8 | 0,7 | 0,7 | 0,4 | 5,8  |
| 2017-2018 | S.C. Gamecocks | 33  | 33  | 26,5 | 42,6 | 22,2 | 56,6 | 4,8 | 1,4 | 0,9 | 0,5 | 8,0  |
| 2018-2019 | S.C. Gamecocks | 30  | 24  | 23,4 | 43,8 | 50,0 | 44,3 | 4,7 | 0,9 | 1,0 | 0,9 | 6,7  |
| 2019-2020 | S.C. Gamecocks | 31  | 31  | 30,5 | 49,7 | 0,0  | 69,0 | 6,3 | 2,3 | 1,5 | 1,1 | 11,2 |
| Carriera  | Carriera       | 131 | 121 | 26,0 | 46,4 | 26,5 | 54,1 | 5,1 | 1,3 | 1,0 | 0,7 | 7,8  |

### Eurolega
| Anno      | Squadra        | PG | PT | MP   | TC%  | 3P% | TL%  | RP  | AP  | PRP | SP  | PP  |
| --------- | -------------- | -- | -- | ---- | ---- | --- | ---- | --- | --- | --- | --- | --- |
| 2022-2023 | Saski Baskonia | 34 | 28 | 20,4 | 65,8 | -   | 57,5 | 4,3 | 1,4 | 0,7 | 0,4 | 9,3 |
| 2023-2024 | Saski Baskonia | 39 | 29 | 18,1 | 51,8 | -   | 68,7 | 3,3 | 1,2 | 0,7 | 0,3 | 5,6 |
| Carriera  | Carriera       | 73 | 57 | 19,2 | 59,5 | -   | 62,3 | 3,8 | 1,3 | 0,7 | 0,3 | 7,3 |